# Janni Christoffersen
Janni Christoffersen (* 1962) ist eine dänische Datenschutzexpertin und war Direktorin der dänischen Datenschutzbehörde Datatilsynet.
Christoffersen schloss 1987 ihr rechtswissenschaftliches Studium an der Universität Kopenhagen ab. Danach war sie von 1987 bis 1990 im Bereich des Familienrechts tätig. Von 1990 bis 2002 war sie im dänischen Justizministerium beschäftigt, bis sie am 1. Oktober 2002 zur Direktorin der dänischen Datenschutzbehörde ernannt wurde.
Christoffersen war Vertreterin Dänemarks in der Artikel-29-Datenschutzgruppe.